# Бартель, Мона
Мона Бартель (нем. Mona Barthel; род. 11 июля 1990, Бад-Зегеберг, Шлезвиг-Гольштейн) — немецкая теннисистка; победительница семи турниров WTA (из них четыре в одиночном разряде).

## Общая информация
Мона — одна из двух дочерей Вольфганга и Ханнелоре Бартель. Отец ныне работает врачом, а ранее занимался лёгкой атлетикой и выигрывал юниорский чемпионат Европы в толкании ядра, мать некогда работала учительницей, а ныне сопровождает дочь на соревнованиях. Старшая сестра Моны — Зунна Кристина — в своё время также пробовала себя в профессиональном туре, но рано закончила играть из-за травмы плеча.
Мона начала играть в теннис в три года, последовав за сестрой. Сильными сторонами в игре немки является мощная подача, удачные тактические действия и хорошее движение. Любимое покрытие — хард.

## Спортивная карьера
Начало карьеры.
Первую победу на турнирах из цикла ITF Бартель одержала в январе 2010 года на турнире с минимальным призовым фондом в 10 000 долларов. В апреле того же года ей покоряется 50-тысячник ITF в Торхауте в одиночном и парном разрядах. В том же месяце Мона дебютирует на основных соревнованиях WTA-тура, сыграв в парной сетке турнира в Штутгарте. Дебют в одиночках состоялся в октябре того же года, когда Бартель через квалификацию попала на турнире в Люксембурге. В первом своём матче на таком уровне она встретилась против № 15 в мире Араван Резаи и проиграла в двух сетах.
В январе 2011 года Бартель выиграла 25-тысячник ITF во Франции. В мае она отобралась через квалификацию на Открытый чемпионат Франции, ставший для неё первым в карьере турниром серии Большого шлема. Немка смогла преодолеть первый раунд в лице Сибиль Баммер, а во втором она проиграла № 15 в мире на тот момент Анастасии Павлюченковой. В июне Мона смогла неплохо выступить на турнире в Копенгагене. Преодолев квалификацию, она смогла выиграть три матча подряд и выйти в полуфинал. На этой стадии Бартель впервые встретилась с действующей первой ракеткой мира, которой на тот момент являлась Каролина Возняцки. Датская теннисистка на правах фаворита разгромила Мону в борьбе за выход в финал. Успешно завершилась для Бартель и квалификация на Уимблдонский турнир, однако в основной сетке она проиграла в первом же раунде. Перед Открытым чемпионатом США она впервые поднимается в первую сотню женского одиночного рейтинга. На Большом шлеме в США Мона выходит в стадию второго раунда. В сентябре в цикле турниров ITF она выиграла 50-тысячник в Местре, а через неделю после этого 75-тысячник в Шрусбери. По итогам сезона она заняла уже 67-е место в мировой классификации.
2012-14. Три титула WTA.

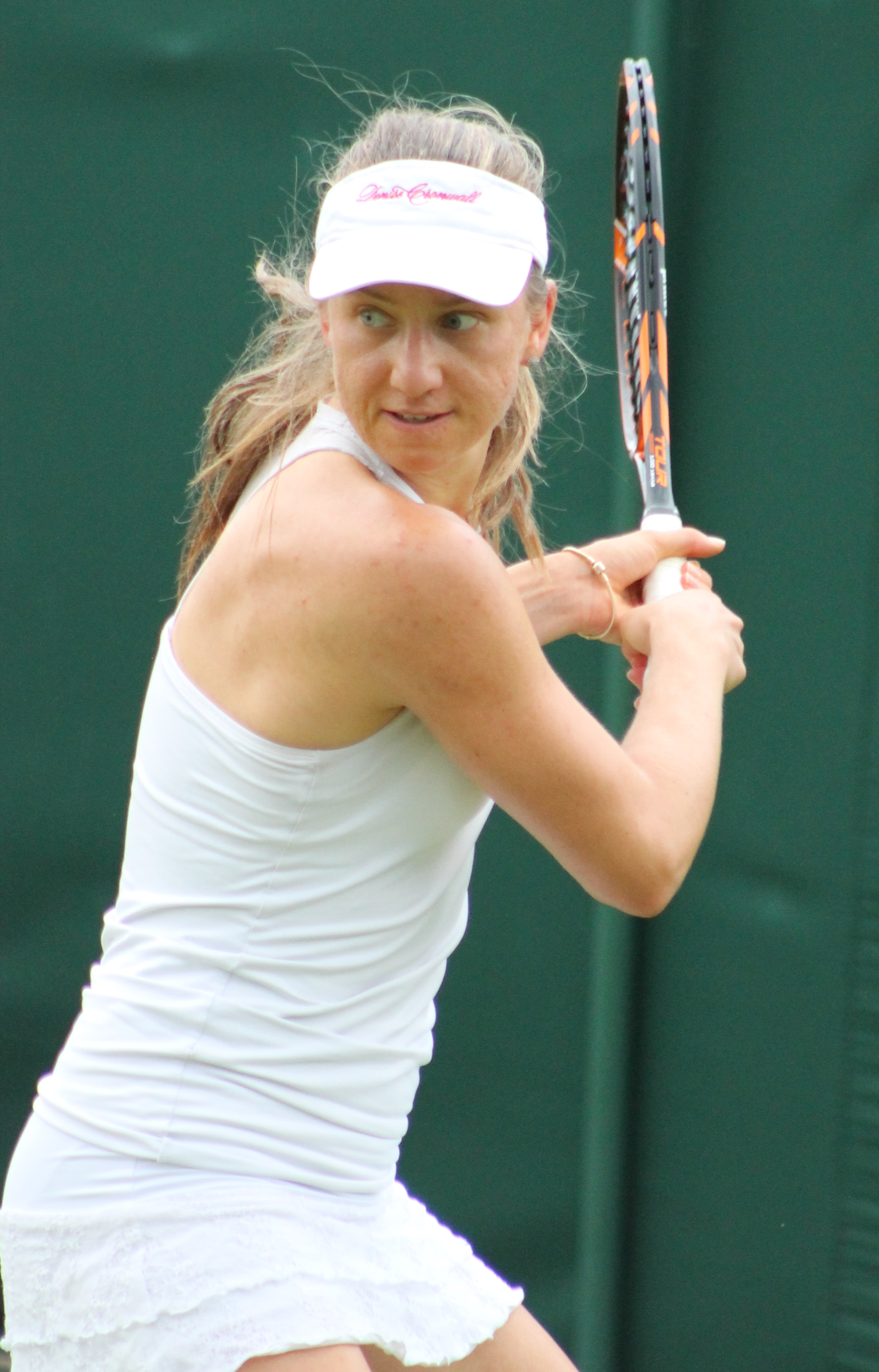
Бартель на Уимблдонском турнире 2014 года

В январе 2012 года Бартель выиграла свой дебютный титул в WTA-туре. На турнире в Хобарте она начала своё выступления с квалификации, а затем смогла пройти по сетке до финала. В решающем матче немка переиграла первую сеянную на турнире Янину Викмайер со счётом 6-1, 6-2. Это победа позволила ей попасть в Топ-50 мирового рейтинга. На дебютном Открытом чемпионате Австралии Мона смогла выйти в третий раунд, где её продвижение остановила Виктория Азаренко. В феврале на Премьер-турнире в Париже Бартель вышла в четвертьфинал, где у неё взяла реванш за поражение в Хобарте Янина Викмайер. В апреле она вышла в четвертьфинал на турнирах в Копенгагене и Штутгарте, а также одержала первую победу на теннисисткой из Топ-10 (Марион Бартоли). В июле она вышла в полуфинал грунтового турнира в Бостаде. Следующим турниром для Бартель стала Олимпиада в Лондоне. В первом же раунде она проиграла польке Уршуле Радваньской. В сентябре Мона вышла в полуфинал турнира в Квебеке.
Сезон 2013 года 22-летняя теннисистка начала с полуфинала в Окленде. На турнире в Хобарте она остановилась в шаге от защиты прошлогоднего титула, проиграв в финале Елене Весниной — 3-6, 4-6. В феврале она триумфально завершила турнир в Париже. Бартель смогла выиграть первый титул на премьер-турнире, обыграв по его ходу двух теннисисток из Топ-10. В четвертьфинале Мона вновь победила Марион Бартоли, а в финале седьмую ракетку мира Сару Эррани со счётом 7-5, 7-6(4). Через неделю после этой победы в матче второго раунда турнира в Дохе она разгромила № 6 в мире Анжелику Кербер (6-1, 6-2), однако в третьем раунде не смогла переиграть Каролину Возняцки. В марте в рейтинге Бартель поднялась до 23-й строчки — самой высокой в карьере. В апреле она впервые сыграла за сборную Германии в розыгрыше Кубка Федерации. Мона помогла своей команде одолеть в плей-офф за попадание в мировую группу Сербию, выиграв один из двух своих матчей. Через неделю после этого Бартель взяла первый трофей WTA в парах, победив в дуэте с соотечественницей Сабиной Лисицки на турнире в Штутгарте.
На Открытом чемпионате Австралии 2014 года Бартель прошла в третий раунд. Первая часть сезона сложилась для неё неудачно, лишь один раз в мае в Нюрнберг она смогла выйти в четвертьфинал. На Ролан Гаррос Мона впервые прошла в третий раунд. В июле она завоевала третий одиночный титул WTA, выиграв турнир в Бостаде. В финале тех соревнований Бартель переиграла южноафриканку Шанель Схеперс — 6-3, 7-6(3). В сентябре она в дуэте с Мэнди Минеллой дошла до парного финала турнира в Сеуле. В концовке сезона немка вышла в полуфинал турнира в Люксембурге.
2015-17.
В феврале 2015 года на турнире в Антверпене Бартель переиграла седьмую ракетку мира Эжени Бушар и вышла в четвертьфинал. В июле она не смогла защитить свой прошлогодний титул в Бостаде, однако вышла в финал. В решающей встрече Мона проиграла «хозяйке» турнира Юханне Ларссон — 3-6, 6-7(2). В августе она сыграла в четвертьфинале турнира в Станфорде. На Открытом чемпионате США немка впервые вышла в третий раунд. В сентябре лучшим результатом был выход в четвертьфинал турнира в Сеуле. На последнем для себя в сезоне турнире в Люксембурге Бартель смогла сыграть в финалах одиночного и парного разрядов. В одиночках она проиграла в битве за главный приз японке Мисаки Дои — 4-6, 7-6(7), 0-6. В парах она смогла выиграть трофей совместно с Лаурой Зигемунд.
На старте сезона 2016 года Бартель сыграла в четвертьфинале турнира в Хобарте. Из-за проблем со здоровьем она пропустила четыре месяца в период между Австралией и Францией. В сентябре пропуски турниров и плохая форма стали причиной вылета Бартель из первой сотни рейтинга.
В 2017 году немка начала возвращаться к прежним результатам. На Открытом чемпионате Австралии, куда из-за низкого рейтинга пришлось пробиваться через квалификацию, она впервые вышла в четвёртый раунд Большого шлема. В матче за четвертьфинал Мона уступила Винус Уильямс. В феврале она вернула себе место в Топ-100. В начале мая Бартель смогла выиграть турнир в Праге. Она выиграла, включаю квалификацию восемь матчей подряд, а в финале победила Кристину Плишкову со счётом 2-6, 7-5, 6-2.
Сезон 2018 года
На гран-при Будапешта, во второй половине февраля, Мона сумела дойти до полуфинала, где уступила первой сеянной теннисистке Доминике Цибулковой.
На Открытом чемпионате Франции проиграла в первом круге немке Анжелике Кербер в трёх сетах. Выиграла три матча в квалификации на Уимблдонский турнир, но проиграла в основной сетке в первом раунде Янине Викмайер из Бельгии. В июле Мона Бартель отправилась на турнир ITF в Контрексвиль (Франция) где смогла добраться до четвертьфинала в котором проиграла теннисистке из Швейцарии Штефани Фёгеле в двух сетах (6:7 2:6) . В конце июля Мона Бартель отправилась на турнир в Прагу(Чехия) где смогла добраться до четвертьфинала, там она уступила теннисистке из Польши Иге Свёнтек со счетом 2:0 (6:2 6:3). На Открытом Чемпионате США Мона Бартель проиграла в первом же раунде теннисистке из Чехии Маркете Вондроушовой со счетом 2:0 (6:1 6:4)
Сезон 2019 года
В марте на турнире в Индиан Уэллсе (США) дошла до 1/8 финала, где в двух сетах проиграла американке Винус Уильямс.
В апреле 2019 года Бартель вместе с соотечественницей Анной-Леной Фридзам принимали участие в турнире в Штутгарте, где дошли до финала и обыграли пару теннисисток Люция Шафаржова из Чехии и Анастасии Павлюченковой из России. Судьба титула решилась на чемпионском тай брейке, где немки оказались сильнее со счётом 10-6.

## Итоговое место в рейтинге WTA по годам
| Год  | Одиночный рейтинг | Парный рейтинг |
| 2021 | 272               | 130            |
| 2020 | 228               | 122            |
| 2019 | 172               | 106            |
| 2018 | 81                | 134            |
| 2017 | 48                | 232            |
| 2016 | 183               | 787            |
| 2015 | 44                | 67             |
| 2014 | 43                | 111            |
| 2013 | 34                | 89             |
| 2012 | 39                | 255            |
| 2011 | 67                |                |
| 2010 | 208               | 350            |
| 2009 | 356               | 620            |
| 2008 | 516               | 614            |
| 2007 | 937               |                |

## Выступления на турнирах

### Финалы турнировWTAв одиночном разряде (7)

#### Победы (4)
| Легенда:                    |
| --------------------------- |
| Турниры Большого шлема (0*) |
| Олимпиада (0)               |
| Итоговый турнир WTA (0)     |
| Premier Mandatory (0)       |
| Premier 5 (0)               |
| Premier (1+2)               |
| International (3+1)         |

| Титулы по покрытиям | Титулы по месту проведения матчей турнира |
| ------------------- | ----------------------------------------- |
| Хард (2+1*)         | Зал (1+3)                                 |
| Грунт (2+2)         | Зал (1+3)                                 |
| Трава (0)           | Открытый воздух (3)                       |
| Ковёр (0)           | Открытый воздух (3)                       |

* количество побед в одиночном разряде + количество побед в парном разряде.
| №  | Дата           | Турнир            | Покрытие | Соперница в финале | Счёт        |
| 1. | 15 января 2012 | Хобарт, Австралия | Хард     | Янина Викмайер     | 6-1 6-2     |
| 2. | 3 февраля 2013 | Париж, Франция    | Хард(i)  | Сара Эррани        | 7-5 7-6(4)  |
| 3. | 20 июля 2014   | Бостад, Швеция    | Грунт    | Шанель Схеперс     | 6-3 7-6(3)  |
| 4. | 6 мая 2017     | Прага, Чехия      | Грунт    | Кристина Плишкова  | 2-6 7-5 6-2 |

#### Поражения (3)
| №  | Дата            | Турнир            | Покрытие | Соперница в финале | Счёт           |
| 1. | 12 января 2013  | Хобарт, Австралия | Хард     | Елена Веснина      | 3-6 4-6        |
| 2. | 19 июля 2015    | Бостад, Швеция    | Грунт    | Юханна Ларссон     | 3-6 6-7(2)     |
| 3. | 25 октября 2015 | Люксембург        | Хард(i)  | Мисаки Дои         | 4-6 7-6(7) 0-6 |

### Финалы турнировWTA 125иITFв одиночном разряде (10)

#### Победы (5)
| Легенда:         |
| ---------------- |
| WTA 125 (0+1*)   |
| 100.000 USD (0)  |
| 75.000 USD (1)   |
| 50.000 USD (2+1) |
| 25.000 USD (1)   |
| 10.000 USD (1)   |

| Титулы по покрытиям | Титулы по месту проведения матчей турнира |
| ------------------- | ----------------------------------------- |
| Хард (4+2*)         | Зал (4+1)                                 |
| Грунт (1)           | Зал (4+1)                                 |
| Трава (0)           | Открытый воздух (1+1)                     |
| Ковёр (0)           | Открытый воздух (1+1)                     |

* количество побед в одиночном разряде + количество побед в парном разряде.
| №  | Дата             | Турнир                   | Покрытие | Соперница в финале       | Счёт        |
| 1. | 24 января 2010   | Рексем, Великобритания   | Хард(i)  | Анна Кремер              | 6-1 6-1     |
| 2. | 10 апреля 2010   | Торхаут, Бельгия         | Хард(i)  | Ребекка Марино           | 2-6 6-4 6-2 |
| 3. | 23 января 2011   | Андрезье-Бутеон, Франция | Хард(i)  | Штефани Фогт             | 6-3 3-6 6-4 |
| 4. | 18 сентября 2011 | Местре, Испания          | Грунт    | Гарбинье Мугуруса Бланко | 7-5 6-2     |
| 5. | 24 сентября 2011 | Шрусбери, Великобритания | Хард(i)  | Хезер Уотсон             | 6-0 6-3     |

#### Поражения (5)
| №  | Дата            | Турнир                  | Покрытие | Соперница в финале  | Счёт        |
| 1. | 19 июля 2008    | Фринтон, Великобритания | Трава    | Тара Мур            | 5-7 1-6     |
| 2. | 26 июля 2008    | Гёусдал, Норвегия       | Хард     | Свеня Вайдеманн     | 2-6 3-6     |
| 3. | 6 февраля 2011  | Саттон, Великобритания  | Хард(i)  | Кристина Младенович | 3-6 6-1 2-6 |
| 4. | 14 августа 2011 | Бронкс, США             | Хард     | Андреа Главачкова   | 6-7(8) 3-6  |
| 5. | 9 сентября 2018 | Чикаго, США             | Хард     | Петра Мартич        | 4-6 1-6     |

### Финалы турнировWTAв парном разряде (4)

#### Победы (3)
| №  | Дата            | Турнир                 | Покрытие | Партнёрша         | Соперницы в финале                            | Счёт           |
| 1. | 28 апреля 2013  | Штутгарт, Германия     | Грунт(i) | Сабина Лисицки    | Бетани Маттек-Сандс Саня Мирза                | 6-4 7-5        |
| 2. | 25 октября 2015 | Люксембург             | Хард(i)  | Лаура Зигемунд    | Анабель Медина Гарригес Аранча Парра Сантонха | 6-2 7-6(2)     |
| 3. | 28 апреля 2019  | Штутгарт, Германия (2) | Грунт(i) | Анна-Лена Фридзам | Анастасия Павлюченкова Луция Шафаржова        | 2-6 6-3 [10-6] |

#### Поражения (1)
| №  | Дата             | Турнир            | Покрытие | Партнёрша     | Соперницы в финале                   | Счёт    |
| 1. | 21 сентября 2014 | Сеул, Южная Корея | Хард     | Мэнди Минелла | Лара Арруабаррена Ирина-Камелия Бегу | 3-6 3-6 |

### Финалы турнировWTA 125иITFв парном разряде (6)

#### Победы (2)
| №  | Дата            | Турнир           | Покрытие | Партнёрша         | Соперницы в финале               | Счёт    |
| 1. | 10 апреля 2010  | Торхаут, Бельгия | Хард(i)  | Юстина Оцга       | Гана Бирнерова Екатерина Бычкова | 7-5 6-2 |
| 2. | 9 сентября 2018 | Чикаго, США      | Хард     | Кристина Плишкова | Эйжа Мухаммад Мария Санчес       | 6-3 6-2 |

#### Поражения (4)
| №  | Дата            | Турнир                            | Покрытие | Партнёрша       | Соперницы в финале                    | Счёт           |
| 1. | 26 июля 2008    | Гёусдал, Норвегия                 | Хард     | Свеня Вайдеманн | Теган Эдвардс Маркелла Кук            | 6-1 4-6 [8-10] |
| 2. | 28 февраля 2010 | Биберах-на-Рисе, Германия         | Хард(i)  | Кармен Клашка   | Стефани Коэн-Алоро Селима Сфар        | 7-5 1-6 [5-10] |
| 3. | 16 мая 2021     | Ла-Бисбаль-дель-Ампурдан, Испания | Грунт    | Мэнди Минелла   | Валентина Ивахненко Андрея Пришакариу | 3-6 1-6        |
| 4. | 22 августа 2021 | Чикаго, США                       | Хард     | Се Юйцзе        | Пеангтарн Плипыч Эри Ходзуми          | 5-7 2-6        |